# Blue Bulls
I Blue Bulls (fino al 1997 Northern Transvaal) sono un club di rugby a 15 sudafricano di Pretoria.
Rappresentano la stessa Pretoria, due municipalità a est di Gauteng e la provincia di Limpopo; gli incontri interni hanno sede a Pretoria.
Storicamente è una delle squadre di maggior prestigio e un numero consistente di suoi giocatori ha vestito la maglia della nazionale sudafricana.
In principio la squadra era denominata Northern Transvaal, nome che derivava dalla Northern Transvaal Rugby Union che si occupava allora del governo locale del rugby in quella regione, ma dopo la nascita della Blue Bulls Rugby Union il soprannome Blue Bulls (tori blu) divenne la denominazione ufficiale (1991).
Nel palmarès figurano 23 Currie Cup, con l'ultimo trofeo conquistato contro i Free State Cheetahs nel 2009 dopo la finale vinta 36-24.
Per ragioni di sponsorizzazione la squadra viene anche denominata Vodacom Blue Bulls.
Il club è tra quelli afferenti alla franchise professionistica dei Bulls, che disputa il Super Rugby.

## Storia
La squadra nacque nel 1938 a seguito della scissione della Northern Transvaal Rugby Union dalla Transvaal Rugby Football Union che rese la prima una federazione locale indipendente. Il nome della nuova squadra fu Northern Transvaal e si mostrò fin dall'inizio molto competitiva.
La prima Currie Cup fu vinta nel 1946 sconfiggendo in finale gli acerrimi avversari della Western Province. Tra la fine degli anni 1960 e gli anni 1980 si ha il periodo d'oro dei Blue Bulls, con un totale di 18 finali disputate 14 delle quali vinte.

## Currie Cup

### Finali
| Anno | Vincitori                           | Risultato | Finalista           | Sede                             |
| ---- | ----------------------------------- | --------- | ------------------- | -------------------------------- |
| 1946 | Northern Transvaal                  | 11-9      | Western Province    | Loftus Versfeld, Pretoria        |
| 1954 | Western Province                    | 11-8      | Northern Transvaal  | Newlands Stadium, Città del Capo |
| 1956 | Northern Transvaal                  | 9-8       | Natal Sharks        | Kings Park Stadium, Durban       |
| 1968 | Northern Transvaal                  | 16-3      | Transvaal           | Loftus Versfeld, Pretoria        |
| 1969 | Northern Transvaal                  | 28-13     | Western Province    | Loftus Versfeld, Pretoria        |
| 1970 | Griqualand West                     | 11-9      | Northern Transvaal  | De Beers, Kimberley              |
| 1971 | Northern Transvaal Transvaal        | 14-14     |                     | Ellis Park Stadium, Johannesburg |
| 1973 | Northern Transvaal                  | 30-22     | Orange Free State   | Loftus Versfeld, Pretoria        |
| 1974 | Northern Transvaal                  | 17-15     | Transvaal           | Loftus Versfeld, Pretoria        |
| 1975 | Northern Transvaal                  | 12-6      | Orange Free State   | Free State Stadium, Bloemfontein |
| 1977 | Northern Transvaal                  | 27-12     | Orange Free State   | Loftus Versfeld, Pretoria        |
| 1978 | Northern Transvaal                  | 13 - 9    | Orange Free State   | Free State Stadium, Bloemfontein |
| 1979 | Northern Transvaal Western Province | 15-15     |                     | Newlands Stadium, Città del Capo |
| 1980 | Northern Transvaal                  | 39-9      | Western Province    | Loftus Versfeld, Pretoria        |
| 1981 | Northern Transvaal                  | 23-6      | Orange Free State   | Loftus Versfeld, Pretoria        |
| 1982 | Western Province                    | 24-7      | Northern Transvaal  | Newlands Stadium, Città del Capo |
| 1984 | Western Province                    | 19-9      | Northern Transvaal  | Newlands Stadium, Città del Capo |
| 1985 | Western Province                    | 22-15     | Northern Transvaal  | Newlands Stadium, Città del Capo |
| 1987 | Northern Transvaal                  | 24-18     | Transvaal           | Ellis Park Stadium, Johannesburg |
| 1988 | Northern Transvaal                  | 19-18     | Western Province    | Loftus Versfeld, Pretoria        |
| 1989 | Northern Transvaal Western Province | 16-16     |                     | Newlands Stadium, Città del Capo |
| 1990 | Natal Sharks                        | 18-12     | Northern Transvaal  | Loftus Versfeld, Pretoria        |
| 1991 | Northern Transvaal                  | 27-15     | Transvaal           | Loftus Versfeld, Pretoria        |
| 1998 | Blue Bulls                          | 24-20     | Western Province    | Loftus Versfeld, Pretoria        |
| 2002 | Blue Bulls                          | 31-7      | Golden Lions        | Ellis Park Stadium, Johannesburg |
| 2003 | Blue Bulls                          | 40-19     | Natal Sharks        | Loftus Versfeld, Pretoria        |
| 2004 | Blue Bulls                          | 42-33     | Free State Cheetahs | Loftus Versfeld, Pretoria        |
| 2005 | Free State Cheetahs                 | 29-25     | Blue Bulls          | Loftus Versfeld, Pretoria        |
| 2006 | Blue Bulls Free State Cheetahs      | 28-28     |                     | Free State Stadium, Bloemfontein |
| 2008 | Natal Sharks                        | 14-9      | Blue Bulls          | Kings Park Stadium, Durban       |
| 2009 | Blue Bulls                          | 36-24     | Free State Cheetahs | Loftus Versfeld, Pretoria        |
| 2016 | Free State Cheetahs                 | 36.16     | Blue Bulls          | Free State Stadium, Bloemfontein |

## Vodacom Cup

### Finali
| Anno | Vincitori    | Risultato | Finalista           | Sede                             |
| ---- | ------------ | --------- | ------------------- | -------------------------------- |
| 2001 | Blue Bulls   | 42-24     | Boland Cavaliers    | Loftus Versfeld, Pretoria        |
| 2002 | Golden Lions | 54-38     | Blue Bulls          | Ellis Park Stadium, Johannesburg |
| 2003 | Golden Lions | 26-17     | Blue Bulls          | Loftus Versfeld, Pretoria        |
| 2004 | Golden Lions | 35-16     | Blue Bulls          | Ellis Park Stadium, Johannesburg |
| 2007 | Griquas      | 33-29     | Blue Bulls          | Griqua Park, Kimberley           |
| 2008 | Blue Bulls   | 25-21     | Free State Cheetahs | Loftus Versfeld, Pretoria        |
| 2009 | Griquas      | 28-19     | Blue Bulls          | Loftus Versfeld, Pretoria        |
| 2010 | Blue Bulls   | 31-29     | Free State Cheetahs | Loftus Versfeld, Pretoria        |
| 2011 | Pampas XV    | 14-9      | Blue Bulls          | Olën Park, Potchefstroom         |

## Giocatori rappresentativi
- Naas Botha
- Burger Geldenhuys
- Johan Heunis
- Deon Oosthuysen
- Pierre Spies
- Casper Steyn
- Joost van der Westhuizen